# در جنگل سیبری
در جنگل سیبری (نام اصلی: Dans les forêts de Sibérie)، فیلم فرانسوی به کارگردانی سافی نبو است که در سال ۲۰۱۶ اکران شد، این فیلم توسط نبو و دیوید اولهوفن از کتاب در جنگل‌های سیبری اثر سیلون تسون اقتباس شده است که در سال ۲۰۱۱ منشر گردید. بازیگر اصلی فیلم رافائل پرسوناز است.